# Lamé-Konstanten
Die zwei Lamé-Konstanten {\displaystyle \lambda } und {\displaystyle \mu } (nach Gabriel Lamé) sind Materialkonstanten, die im Rahmen der Kontinuumsmechanik alle Komponenten des Elastizitätstensors eines isotropen Materials festlegen. Ihre Dimensionen entsprechen einem Druck (Kraft pro Fläche, in SI-Einheiten {\displaystyle \mathrm {N} /\mathrm {m} ^{2}}).

## Elastizitätstheorie
In der linearen Elastizitätstheorie wird die lineare Abhängigkeit des Spannungstensors {\displaystyle \sigma } vom Verzerrungstensor {\displaystyle \varepsilon } durch den Elastizitätstensor {\displaystyle C} beschrieben (verallgemeinertes Hookesches Gesetz). Dieser Zusammenhang lautet in Komponentenschreibweise und mit Hilfe der Einsteinschen Summenkonvention:
{\displaystyle \sigma _{ij}=C_{ijkl}\,\varepsilon _{kl}.}
Dabei sind die Spannungs- und Verzerrungstensoren Tensoren 2. Stufe und der Elastizitätstensor ein Tensor 4. Stufe.
Im Falle eines isotropen Materials lässt sich dies vereinfachen zu:
{\displaystyle \sigma _{ij}=2\,\mu \,\varepsilon _{ij}+\lambda \;\mathrm {Spur} (\varepsilon )\,\delta _{ij}}
mit
- der ersten Lamé-Konstante {\displaystyle \lambda ={\frac {\nu }{1-2\nu }}\cdot {\frac {1}{1+\nu }}\cdot E}
- der zweiten Lamé-Konstante bzw. dem Schubmodul {\displaystyle \mu =G={\frac {1}{2}}\cdot {\frac {1}{1+\nu }}\cdot E}
  - der Querdehnzahl (Poissonzahl) {\displaystyle \nu }
  - der Elastizitätsmodul {\displaystyle E}
- dem Kronecker-Delta {\displaystyle \delta _{ij}}
- der Spur.

Für weitere Formeln in Abhängigkeit von den Lamé-Konstanten siehe im Abschnitt.

### Herleitung
Im Falle eines isotropen, linear elastischen Materials, d. h. der Spannungstensor hängt linear von den Komponenten des Verzerrungstensors ab, kann man ein skalares Potenzial {\displaystyle U_{0}(\varepsilon _{ij})} definieren, das die Energiedichte des Materials in Abhängigkeit von der Verzerrung angibt und durch die Beziehung
{\displaystyle \sigma _{ij}={\frac {\partial U_{0}}{\partial \varepsilon _{ij}}}}
eine Spannungs-Verzerrungs-Relation definiert. Diese Funktion darf nur von Invarianten des Verzerrungstensors abhängen, da die Wahl des Koordinatensystems nicht die Energiedichte des beschriebenen Verzerrungzustandes ändern darf. Der Verzerrungstensor ist symmetrisch, daher hat er folgende Invarianten (in der Schreibweise mit Einsteinscher Summenkonvention)
{\displaystyle I_{1}=\varepsilon _{ii},}
{\displaystyle I_{2}={\frac {1}{2}}\varepsilon _{ij}\varepsilon _{ji},}
{\displaystyle I_{3}={\frac {1}{3}}\varepsilon _{ij}\varepsilon _{jk}\varepsilon _{ki}.}
Um eine lineare Verzerrungs-Spannungs-Relation zu erhalten, darf das Potenzial nur quadratisch von den Komponenten des Verzerrungstensors abhängen. Daher und aufgrund der Koordinateninvarianz des Potenzials muss es die Form
{\displaystyle U_{0}=C_{1}I_{1}^{2}+C_{2}I_{2}}
haben, mit beliebigen Konstanten {\displaystyle C_{1}} und {\displaystyle C_{2}}. Setzt man diesen Potenzialansatz in die Spannungs-Verzerrungs-Relation ein und führt einige Umformungen durch, so ergibt sich die Beziehung
{\displaystyle \sigma _{ij}=2C_{1}\varepsilon _{kk}\delta _{ij}+C_{2}\varepsilon _{ij}.}
Mit den Definitionen
{\displaystyle 2C_{1}=\lambda } und
{\displaystyle C_{2}=2\mu }
nennt man nun {\displaystyle \lambda } und {\displaystyle \mu } erste und zweite Lamé-Konstante.

## Strömungslehre
In den Navier-Stokes-Gleichungen der Strömungslehre wird
- für die dynamische Scherviskosität (Einheit {\displaystyle \mathrm {N} \cdot \mathrm {s} /\mathrm {m} ^{2}}) häufig das Symbol {\displaystyle \mu } der zweiten Lamé-Konstante verwendet und
- für die Volumenviskosität unter Umständen das Symbol {\displaystyle \lambda } der ersten Lamé-Konstante.[2]

Diese Viskositäten sind jedoch nicht mit den obigen Lamé-Konstanten zu verwechseln, welche Elastizitätsmaße eines Festkörpers repräsentieren.

## Umrechnung zwischen den elastischen Konstanten isotroper Festkörper
| Der Modul…                                                                 | …ergibt sich aus:                         | …ergibt sich aus:                                      | …ergibt sich aus:                                  | …ergibt sich aus:                                 | …ergibt sich aus:                                                                                          | …ergibt sich aus:                                  | …ergibt sich aus:                                       | …ergibt sich aus:                                         | …ergibt sich aus:                                          | …ergibt sich aus:                                 | …ergibt sich aus:                                  |
| Der Modul…                                                                 | {\displaystyle (K,\,E)}                   | {\displaystyle (K,\,\lambda )}                         | {\displaystyle (K,\,G)}                            | {\displaystyle (K,\,\nu )}                        | {\displaystyle (E,\,\lambda )}                                                                             | {\displaystyle (E,\,G)}                            | {\displaystyle (E,\,\nu )}                              | {\displaystyle (\lambda ,\,G)}                            | {\displaystyle (\lambda ,\,\nu )}                          | {\displaystyle (G,\,\nu )}                        | {\displaystyle (G,\,M)}                            |
| -------------------------------------------------------------------------- | ----------------------------------------- | ------------------------------------------------------ | -------------------------------------------------- | ------------------------------------------------- | --- | -------------------------------------------------- | ------------------------------------------------------- | --------------------------------------------------------- | ---------------------------------------------------------- | ------------------------------------------------- | -------------------------------------------------- |
| Kompressionsmodul {\displaystyle K\,}                                      | {\displaystyle K}                         | {\displaystyle K}                                      | {\displaystyle K}                                  | {\displaystyle K}                                 | {\displaystyle (E+3\lambda )/6+}{\displaystyle {\tfrac {\sqrt {(E+3\lambda )^{2}-4\lambda E}}{6}}}         | {\displaystyle {\tfrac {EG}{3(3G-E)}}}             | {\displaystyle {\tfrac {E}{3(1-2\nu )}}}                | {\displaystyle \lambda +}{\displaystyle {\tfrac {2G}{3}}} | {\displaystyle {\tfrac {\lambda (1+\nu )}{3\nu }}}         | {\displaystyle {\tfrac {2G(1+\nu )}{3(1-2\nu )}}} | {\displaystyle M-}{\displaystyle {\tfrac {4G}{3}}} |
| Elastizitätsmodul {\displaystyle E\,}                                      | {\displaystyle E}                         | {\displaystyle {\tfrac {9K(K-\lambda )}{3K-\lambda }}} | {\displaystyle {\tfrac {9KG}{3K+G}}}               | {\displaystyle 3K(1-2\nu )\,}                     | {\displaystyle E}                                                                                          | {\displaystyle E}                                  | {\displaystyle E}                                       | {\displaystyle {\tfrac {G(3\lambda +2G)}{\lambda +G}}}    | {\displaystyle {\tfrac {\lambda (1+\nu )(1-2\nu )}{\nu }}} | {\displaystyle 2G(1+\nu )\,}                      | {\displaystyle {\tfrac {G(3M-4G)}{M-G}}}           |
| 1. Lamé-Konstante {\displaystyle \lambda \,}                               | {\displaystyle {\tfrac {3K(3K-E)}{9K-E}}} | {\displaystyle \lambda }                               | {\displaystyle K-}{\displaystyle {\tfrac {2G}{3}}} | {\displaystyle {\tfrac {3K\nu }{1+\nu }}}         | {\displaystyle \lambda }                                                                                   | {\displaystyle {\tfrac {G(E-2G)}{3G-E}}}           | {\displaystyle {\tfrac {E\nu }{(1+\nu )(1-2\nu )}}}     | {\displaystyle \lambda }                                  | {\displaystyle \lambda }                                   | {\displaystyle {\tfrac {2G\nu }{1-2\nu }}}        | {\displaystyle M-2G\,}                             |
| Schubmodul {\displaystyle G} bzw. {\displaystyle \mu } (2. Lamé-Konstante) | {\displaystyle {\tfrac {3KE}{9K-E}}}      | {\displaystyle {\tfrac {3(K-\lambda )}{2}}}            | {\displaystyle G}                                  | {\displaystyle {\tfrac {3K(1-2\nu )}{2(1+\nu )}}} | {\displaystyle (E-3\lambda )+}{\displaystyle {\tfrac {\sqrt {(E-3\lambda )^{2}+8\lambda E}}{4}}}           | {\displaystyle G}                                  | {\displaystyle {\tfrac {E}{2(1+\nu )}}}                 | {\displaystyle G}                                         | {\displaystyle {\tfrac {\lambda (1-2\nu )}{2\nu }}}        | {\displaystyle G}                                 | {\displaystyle G}                                  |
| Poissonzahl {\displaystyle \nu \,}                                         | {\displaystyle {\tfrac {3K-E}{6K}}}       | {\displaystyle {\tfrac {\lambda }{3K-\lambda }}}       | {\displaystyle {\tfrac {3K-2G}{2(3K+G)}}}          | {\displaystyle \nu }                              | {\displaystyle -(E+\lambda )+}{\displaystyle {\tfrac {\sqrt {(E+\lambda )^{2}+8\lambda ^{2}}}{4\lambda }}} | {\displaystyle {\tfrac {E}{2G}}}{\displaystyle -1} | {\displaystyle \nu }                                    | {\displaystyle {\tfrac {\lambda }{2(\lambda +G)}}}        | {\displaystyle \nu }                                       | {\displaystyle \nu }                              | {\displaystyle {\tfrac {M-2G}{2M-2G}}}             |
| Longitudinalmodul {\displaystyle M\,}                                      | {\displaystyle {\tfrac {3K(3K+E)}{9K-E}}} | {\displaystyle 3K-2\lambda \,}                         | {\displaystyle K+}{\displaystyle {\tfrac {4G}{3}}} | {\displaystyle {\tfrac {3K(1-\nu )}{1+\nu }}}     | {\displaystyle {\tfrac {E-\lambda +{\sqrt {E^{2}+9\lambda ^{2}+2E\lambda }}}{2}}}                          | {\displaystyle {\tfrac {G(4G-E)}{3G-E}}}           | {\displaystyle {\tfrac {E(1-\nu )}{(1+\nu )(1-2\nu )}}} | {\displaystyle \lambda +2G\,}                             | {\displaystyle {\tfrac {\lambda (1-\nu )}{\nu }}}          | {\displaystyle {\tfrac {2G(1-\nu )}{1-2\nu }}}    | {\displaystyle M}                                  |